# Pletený Újezd
Pletený Újezd är en ort i Tjeckien.   Den ligger i regionen Mellersta Böhmen, i den centrala delen av landet, 22 km väster om huvudstaden Prag. Pletený Újezd ligger 411 meter över havet och antalet invånare är 405.
Terrängen runt Pletený Újezd är platt. Runt Pletený Újezd är det ganska tätbefolkat, med 108 invånare per kvadratkilometer. Närmaste större samhälle är Kladno, 4,3 km norr om Pletený Újezd. Trakten runt Pletený Újezd består till största delen av jordbruksmark.